# Pastagens e matagais de montanha
As pastagens e matagais de montanha constituem um bioma definido pelo World Wildlife Fund. Este bioma inclui pradarias e arbustos de altitude (de montanha, subalpino, e alpino) ao redor do mundo.
As pastagens e matagais de montanha localizados acima da linha das árvores são comumente conhecidas como tundra alpina, que ocorre em regiões montanhosas ao redor do mundo. Abaixo da linha das árvores se encontram a tundra subalpina e as pastagens matagais de montanha. Florestas subalpinas atrofiadas são conhecidas como mçlm, e ocorrem logo abaixo da linha das árvores, onde o clima severo e de ventos fortes combinados a um solo pobre criam florestas nanicas e retorcidas de árvores de crescimento lento.
As pastagens e matagais de montanha, particularmente em regiões subtropicais e tropicais, frequentemente se desenvolvem como ilhas, separadas de outras regiões montanhosas por regiões mais quentes e menos elevadas, sendo frequentemente habitat de várias plantas distintas e endêmicas que evoluíram em um ambiente frio, húmido, e abundante em luz solar. As plantas características desses ambientes exibem adaptações como estruturas em rosetas, superfícies grudentas e folhas peludas. Uma característica única de várias regiões tropicais de montanha é a presença de plantas rosetas gigantes de várias famílias botânicas, como a Lobelia (Afrotrópico), Puya (Neotrópico), Cyathea (Nova Guiné), e Argyroxiphium (Havaí).
As maiores extensões de pastagens e matagais de montanha são encontradas no páramo neotrópico das Cordilheira dos Andes. Esse bioma também ocorre nas montanhas da África Oriental e Central, no Monte Kinabalu em Bornéu, nas maiores elevações dos Gates Ocidentais na Índia Meridional e no Planalto Central da Nova Guiné. 
Nos lugares em que o clima é mais seco, são encontrados pastagens, savanas, e matas, como no Planalto Etíope, e estepes de montanha, como no Planalto do Tibete.

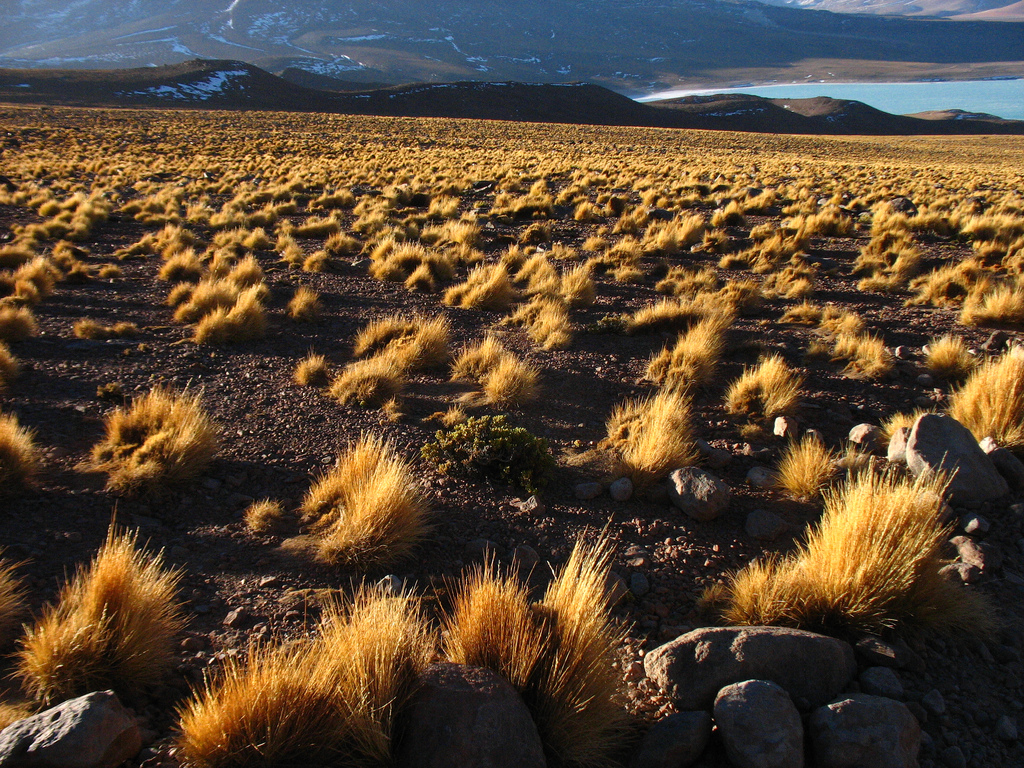
Arbustos em Potosí, Bolívia.
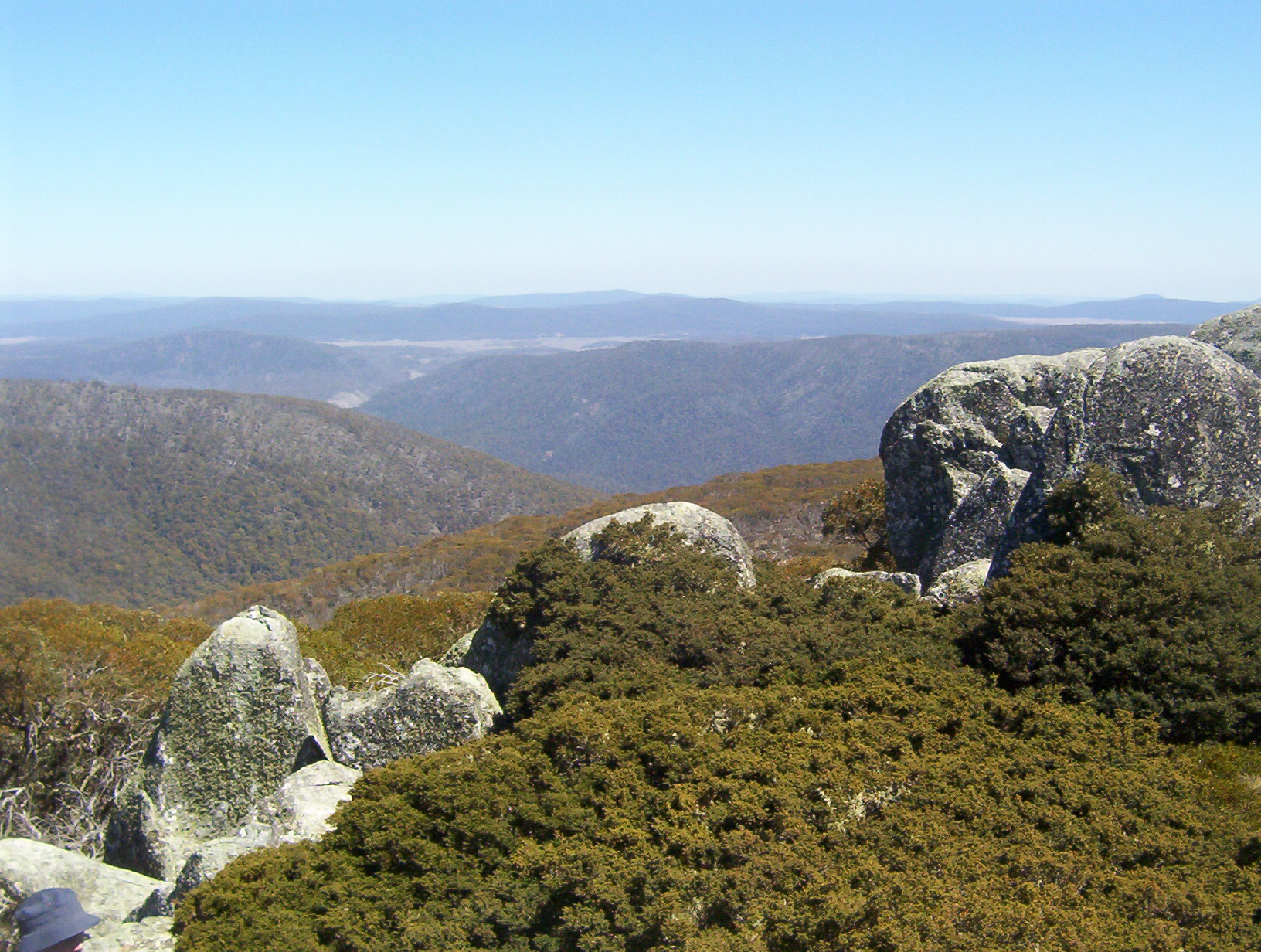
Monte Ginini, no Parque Nacional de Namadgi, Austrália.
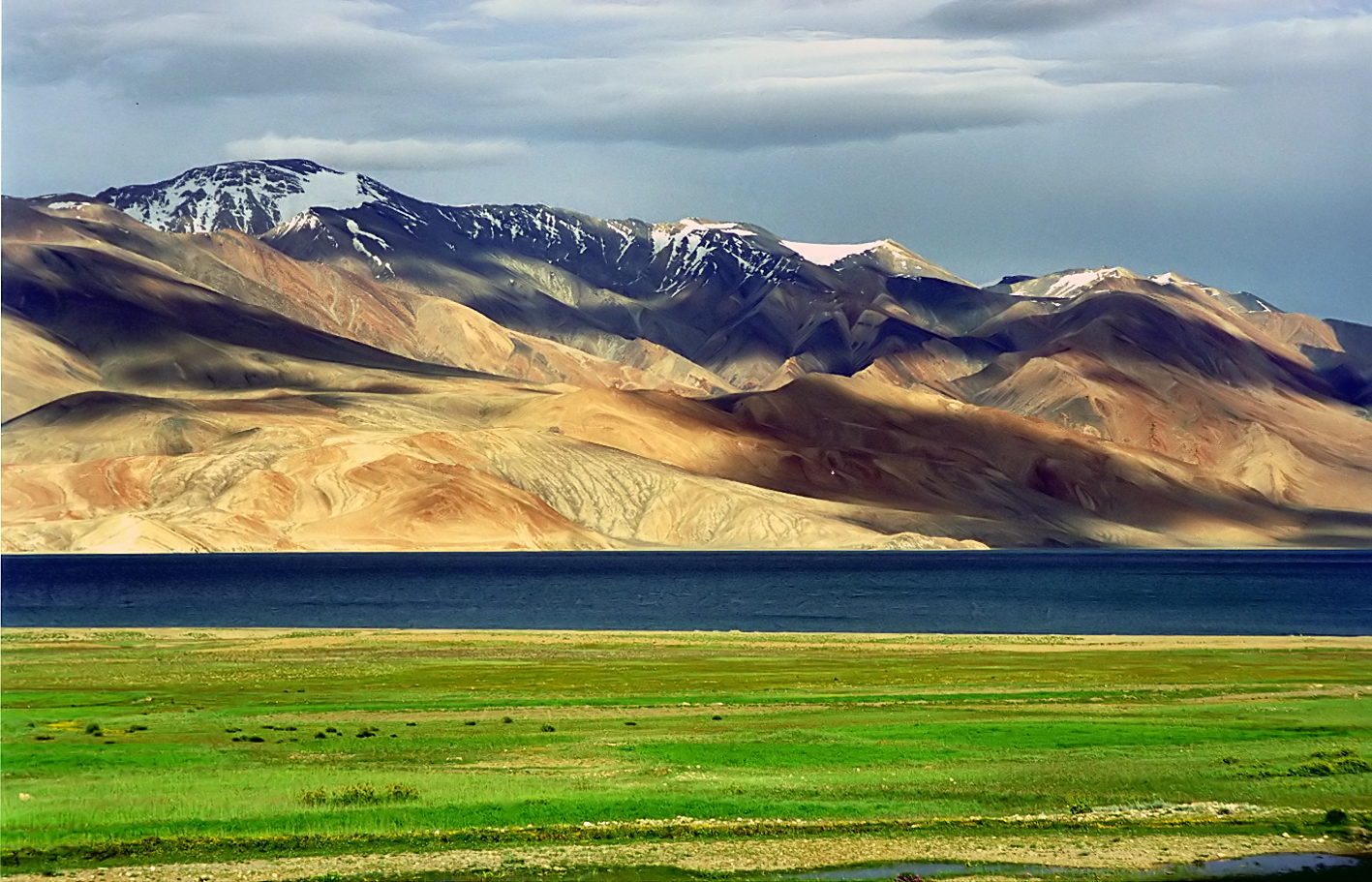
Estepe alpina na divisa do Planalto do Tibete com o Caracórum, próximo a Ladakh, Índia.
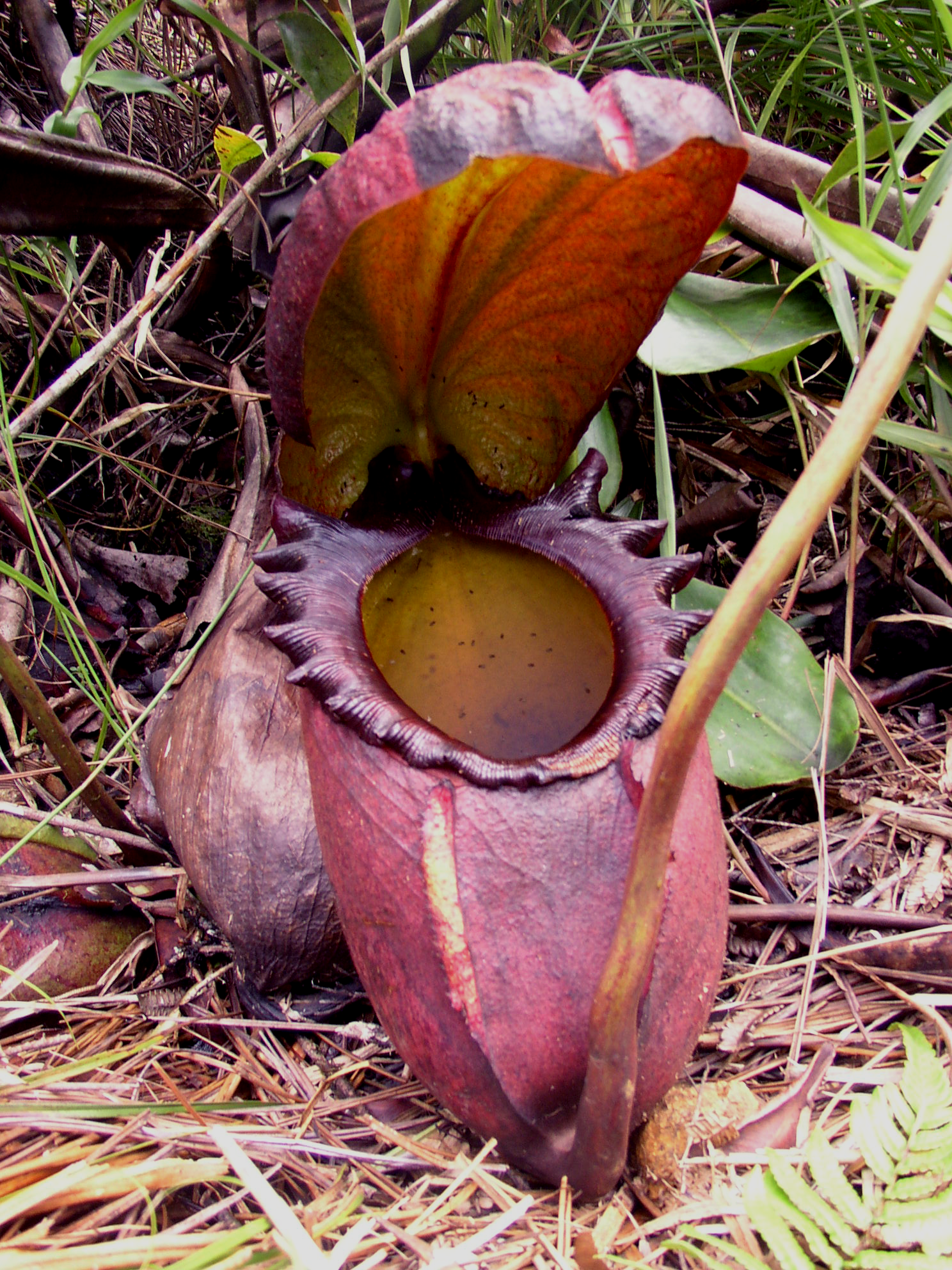
A planta carnívora Nepenthes rajah, no Monte Kinabalu, Malásia.
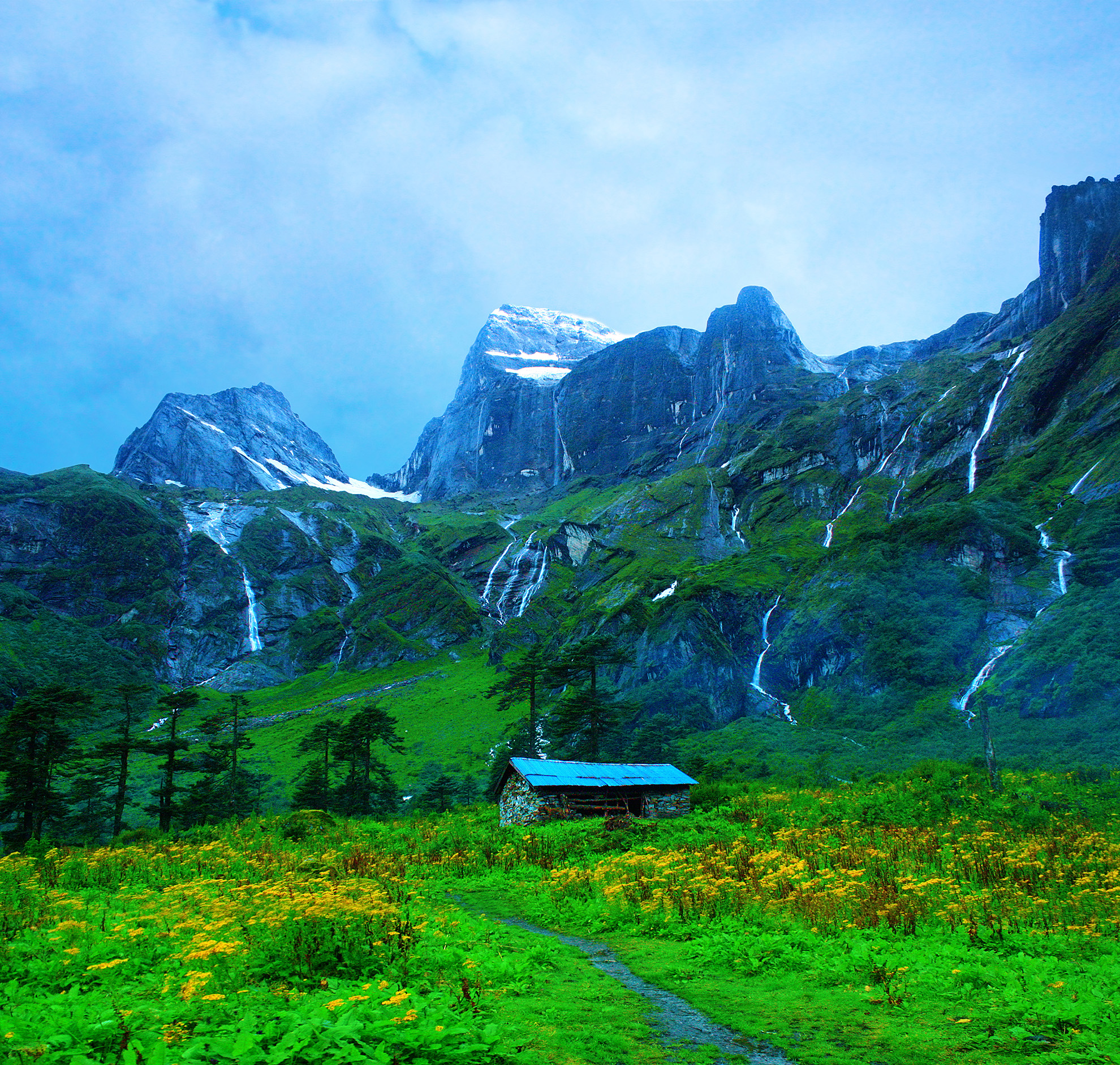
Vegetação do Vale de Barun, no Nepal.
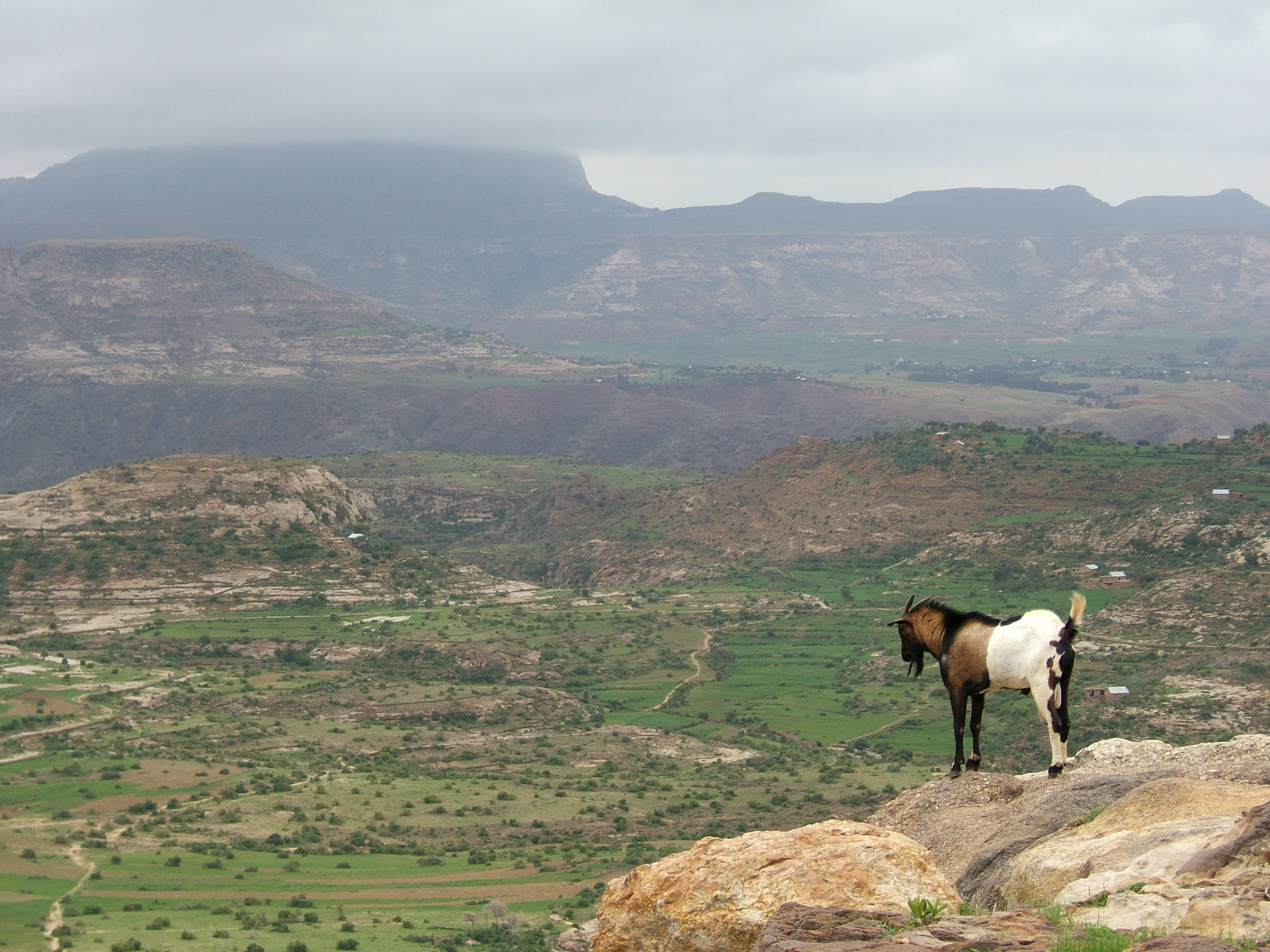
O Planalto Etíope, com Ras Dashan ao fundo.